# Herb Trzemeszna
Herb Trzemeszna – jeden z symboli miasta Trzemeszno i gminy Trzemeszno w postaci herbu.

## Wygląd i symbolika
Herb przedstawia na błękitnej tarczy popiersie św. Wojciecha. Św. Wojciech ubrany jest w infułę, kapę oraz paliusz. Fantazyjne zdobnictwo tych elementów stroju liturgicznego jest wykonane na białym tle w kolorach niebieskim, złotym i czarnym. Paliusz w kolorze białym z czterema czarnymi krzyżami, dwa na piersiach i po jednym na ramionach, narzucony jest na kapę. W prawej ręce postać św. Wojciecha dzierży krzyż podwójny, w lewej dwie włócznie i jedno wiosło w kolorze złotym. Infuła otoczona jest złotym nimbem.

## Historia

Herb Trzemeszna
w latach 1987-2013

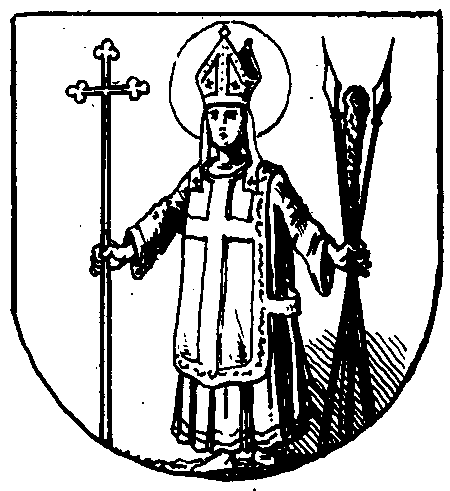
herb Trzemeszna
z 1866 roku

Herb miasta Trzemeszna znany jest co najmniej od 1661 roku. Taki sam utrzymał się przez XVIII wiek. Po rozbiorach, w czasie Księstwa Warszawskiego wprowadzono herb sasko-polski, a Prusacy narzucili swego pruskiego orła z napisem Magistrat Policey Verwaltung Trzemeszno. Później Niemcy wprowadzili dawny herb z wyobrażeniem św. Wojciecha, dodając dookoła herbu napis Sanctus Adalbert – Magistrat der Stadt Tremessen. Po zaborach wprowadzono herb pierwotny, a dookoła zamieszczono napis: Miasto Trzemeszno Magistrat. W czasie okupacji Niemcy zakazali używania znaku herbowego miasta. Natychmiast po zakończeniu II wojny wprowadzono go ponownie do stosowania. Jednak w roku 1950 herb został wycofany z użytkowania. Po wielu trudnościach natury administracyjnej Rada Państwa uznała prawomocność uchwały Rady Narodowej Miasta i Gminy Trzemeszno z 29 października 1987 roku w sprawie stosowania historycznego herbu miasta Trzemeszna. W oparciu o tę decyzję Prezydium Rady Narodowej zleciło B. Olszewskiemu opracowanie projektu na podstawie już istniejącego wzoru. Z kilku przedstawionych propozycji wybrano wzór najbardziej zbliżony do stosowanego w Trzemesznie, urzędowo między innymi na tablicy Zarządu Miejskiego w Trzemesznie.
Rada Miejska 26 czerwca 2013 ustanowiła herb wzorowany wizerunkiem umieszczonym na budynku Urzędu Miasta i Gminy przy ulicy 1 Maja.